# Bill Nye
William Sanford "Bill" Nye (Washington D.C., 27 november 1955), ook wel Bill Nye the Science Guy genoemd, is een Amerikaanse wetenschapspopulariseerder, komiek, televisiepresentator, acteur, schrijver, wetenschapper en voormalig werktuigbouwkundige. Nye is voornamelijk bekend als de presentator van Bill Nye the Science Guy, een wetenschapsprogramma voor kinderen (1993–98) en vanwege zijn vele daaropvolgende optredens in populaire media als wetenschapspopulariseerder.

## Vroege leven
Nye werd geboren op 27 november 1955 in Washington, D.C., als zoon van Jacqueline (1921–2000), een codekraker tijdens de Tweede Wereldoorlog, en Edwin Darby "Ned" Nye († 1997). Zijn grootmoeder van moeders kant was een Française, uit Dancevoir.
Na Alice Deal Junior High werd hij aangenomen op de private Sidwell Friends School met een gedeeltelijke studiebeurs, waarna hij in 1973 afstudeerde. Hij studeerde werktuigbouwkunde op de Cornell-universiteit (waar Carl Sagan hem in de astronomie onderwees) en slaagde met een Bachelor of Science in werktuigbouwkunde in 1977.

## Loopbaan
Nye begon zijn carrière in Seattle bij Boeing, waar hij onder meer figureerde in opleidingsfilms en een hydraulische drukresonantieonderdrukker ontwikkelde voor de 747. Later werkte hij als consultant in de luchtvaartindustrie. In 1999 vertelde hij de St. Petersburg Times dat hij om het jaar solliciteerde om astronaut te worden bij de NASA, maar telkens afgewezen werd.

### The Science Guy
Nye begon zijn professionele loopbaan in de entertainment als schrijver en acteur in een plaatselijk sketchprogramma in Seattle, genaamd Almost Live!. De presentator van het programma, Ross Shafer, stelde voor dat hij een aantal wetenschappelijke demonstraties zou geven in een zes minuten durend deel van het programma en hiervoor de bijnaam "The Science Guy" zou gebruiken. Zijn andere voornaamste terugkerende rol in Almost Live! was Speedwalker, een snelwandelende superheld uit Seattle.
Van 1991 tot 1993 verscheen Nye in de live-action educatieve gedeelten van Back to the Future: The Animated Series in de tekstloze rol van de assistent van Dr. Emmett Brown (gespeeld door Christopher Lloyd), waarin hij wetenschappelijke demonstraties uitvoerde terwijl Lloyd uitleg gaf. De populariteit van dit programma-onderdeel leidde ertoe dat Nye zelf een educatief televisieprogramma ging presenteren, Bill Nye the Science Guy, van 1993 tot 1998. Hoewel elk van de 100 afleveringen erop gericht was een specifiek wetenschappelijk onderwerp te leren aan jongeren, trok het ook een groot volwassen publiek. Vanwege zijn komische boventoon werd het programma populair als lesmateriaal op scholen. Nye droeg altijd een lichtblauwe labjas en een vlinderdas wanneer hij "The Science Guy" speelde. Nye heeft als The Science Guy een aantal boeken geschreven. Naast presentator, was hij ook schrijver en producer van zijn show, die geheel in Seattle werd opgenomen.
Nye's Science Guy-karakter verscheen samen met Ellen DeGeneres en Alex Trebek in een video in Ellen's Energy Adventure, een attractie die sinds 1996 is te zien in het Universe of Energy-paviljoen in attractiepark Epcot in Walt Disney World. Zijn stem is te horen in de Dinosaur-attractie in dierenpark Disney's Animal Kingdom, waar hij in de rij staande gasten vertelt over de dinosauriërs. Hij verschijnt ook in een video in het "Design Lab" van CyberSpace Mountain, in DisneyQuest, Walt Disney World, waar hij zichzelf "Bill Nye the Coaster Guy" (de Achtbaanman) noemt.

### Entertainment/edutainment

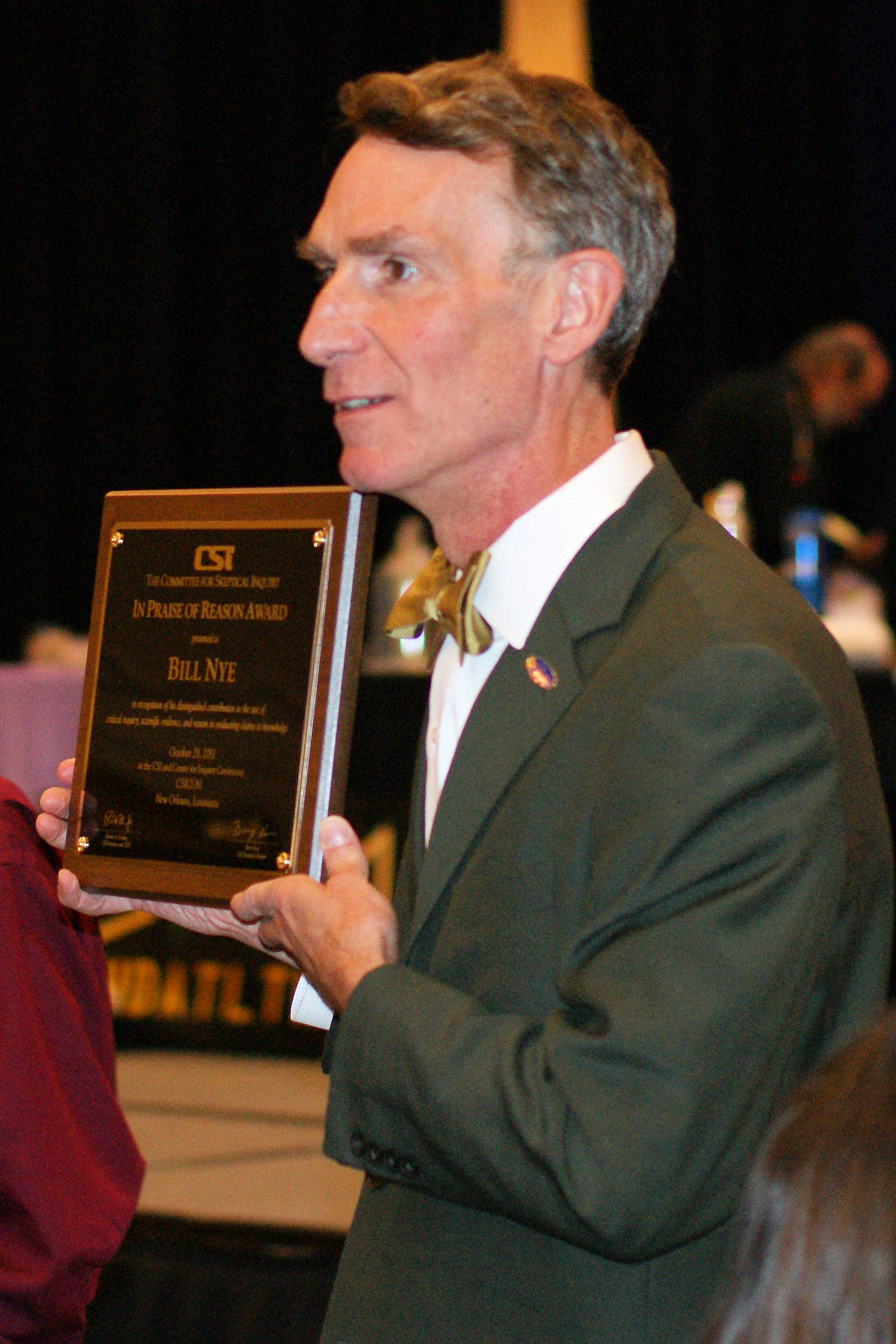
Nye en de directeur van de Planetary Society ontvingen de prijs "In Praise of Reason" van het Committee for Skeptical Inquiry op CSICON 2011 in New Orleans.

Nye behield zijn interesse om wetenschap te populariseren door middel van entertainment. Hij speelde een leraar in de Disneyfilm The Principal Takes a Holiday (1998,) waar hij een hovercraft bouwde om op een ongebruikelijke manier wetenschap te demonstreren in de klas. Van 2000 tot 2002 was Nye de technisch expert in BattleBots. In 2004 en 2005 presenteerde Nye 100 Greatest Discoveries, een bekroonde serie geproduceerd door THINKFilm voor The Science Channel en in high definition voor Discovery HD Theater. Hij presenteerde ook een achtdelige serie op Discovery Channel genaamd Greatest Inventions with Bill Nye. Nye maakte een serie van 13 afleveringen op PBS en KCTS-TV over wetenschap, genaamd The Eyes of Nye, die gericht was op een ouder publiek dan zijn eerdere programma. Beginnend in 2005 behandelden de afleveringen vaak politiek relevante onderwerpen, zoals genetisch gemodificeerd voedsel, de opwarming van de Aarde, en ras. Nye heeft een aantal keer een gastrol vertolkt in de misdaadserie Numb3rs, waarin hij een lid van de engineeringfaculteit speelde. Een lezing die Nye enkele jaren eerder gaf over het enthousiast maken van kinderen voor wiskunde was een inspiratie voor het creëren van Numb3rs. Hij heeft ook (gast)rollen vertolkt in meerdere tv-programma's waaronder The Big Bang Theory.
Nye is regelmatig verschenen in de talkshow Larry King Live, waar hij sprak over onderwerpen als de klimaatopwarming en ufo's. Hij stelde dat de opwarming van de Aarde een probleem is dat moet worden aangepakt door overheden in de gehele wereld, gedeeltelijk omdat het te maken zou kunnen hebben met het recordbrekende Atlantisch orkaanseizoen van 2005. Wat betreft ufo's was hij sceptisch over buitenaardse verklaringen voor ufo-meldingen zoals die bij Roswell in 1947 en Malmstrom Air Force Base in 1967.
Nye verscheen in delen van The Climate Code op The Weather Channel, waarin hij vertelde hoe hijzelf energie bespaart. Regelmatig is hij nog in het programma te zien, wanneer hij quizvragen stelt. Sinds de herfst van 2008 verschijnt Nye in het spelprogramma Who Wants to Be a Millionaire als de expert die kan worden ingezet als hulplijn. In 2008 presenteerde hij Stuff Happens, een programma op de kort daarvoor opgerichte zender Planet Green. In november 2008 speelde Nye zichzelf in een aflevering van het vijfde seizoen van Stargate Atlantis, naast Neil deGrasse Tyson, een astrofysicus en tv-persoonlijkheid.
In 2009 werden delen van Nyes programma's gebruikt voor onder andere de teksten van de tweede Symphony of Science, een muzikale onderwijsvideo gecomponeerd door John Boswell. Namens Al Gore's campagne Repower America uit 2009 nam Nye een kort YouTubefilmpje op (als zichzelf, niet als niet zijn tv-persoonlijkheid) waarin hij pleitte voor wetgeving over schone energieën in het licht van klimaatverandering. Nye werkte samen met de Vereniging van Amerikaanse Optometristen in een reclamecampagne om ouders ervan te overtuigen hun kinderen een goede oogmeting te laten ondergaan. In 2010 verscheen Nye in een video van de band Palmdale, getiteld "Here Comes the Summer" ("Hier komt de zomer"), waarvan de leadzanger, Kay Hanley, Nyes buurman is. Nye verscheen ook (als zijn tv-persoonlijkheid) als gast in The Dr. Oz Show.

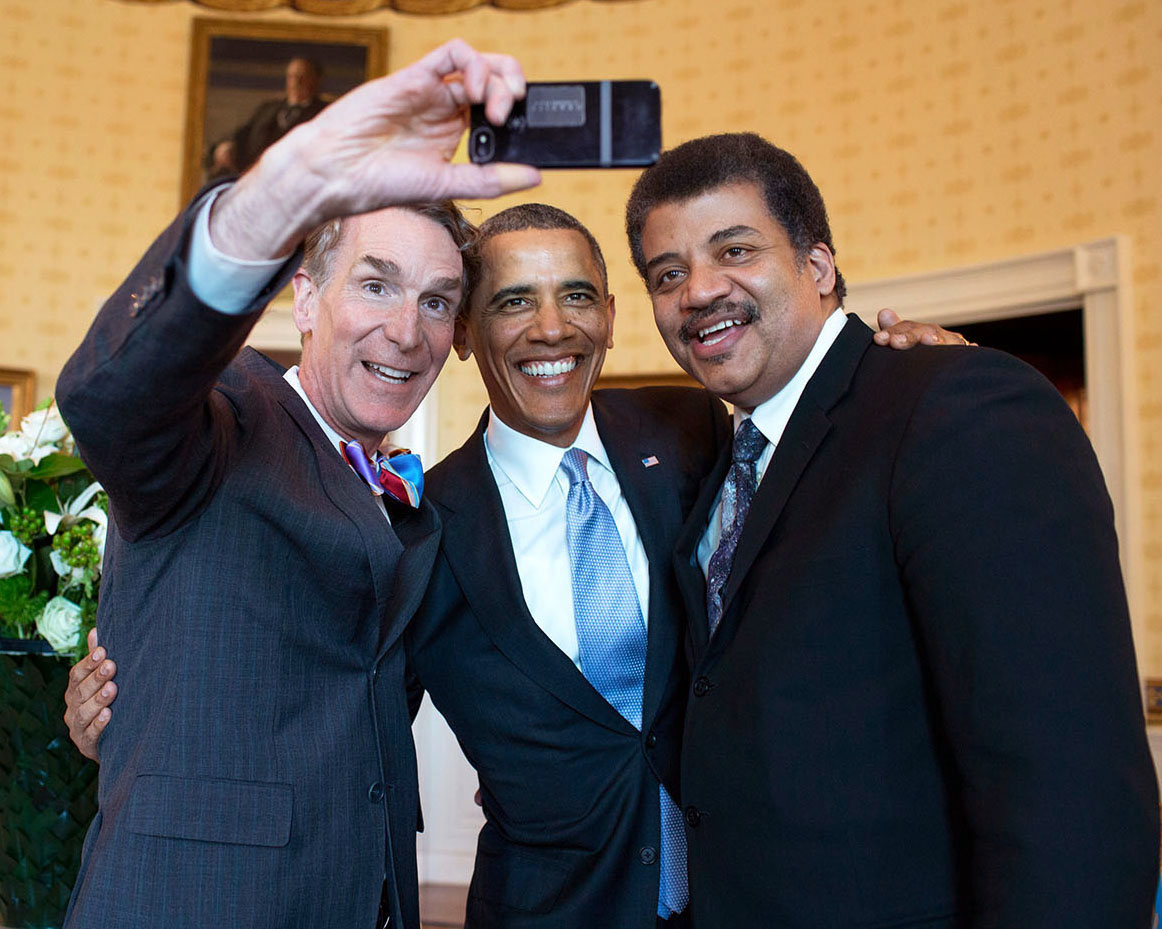
V.l.n.r. Bill Nye, Barack Obama en Neil deGrasse Tyson op het White House Student Film Festival

Op 12 maart 2011 verscheen Nye op CNN om te discussiëren over de ontwikkeling van de kernramp van Fukushima, die een dag eerder had plaatsgevonden als gevolg van een vernietigende zeebeving en de daaropvolgende tsunami. Nye was abuis toen hij zei dat cesium gebruikt werd om de kernreactie te vertragen en controleren. In werkelijkheid is cesium (specifieker cesium-137) een nucleaire splijtstof, die geen deel uitmaakt van regelstaven. Nye maakte ook een fout door te zeggen dat de kernreactor die betrokken was bij de ramp van Three Mile Island nog altijd actief was (de reactor in kwestie was al ontmanteld, hoewel er nog een tweede actieve reactor staat) en dat het gebruik van borium om een nucleaire kettingreactie te vertragen ongebruikelijk is. Borium-10 wordt namelijk vaak gebruikt in regelstaven, en wordt in de Verenigde Staten gebruikt in de koelvloeistof van kernreactoren. Daarnaast wordt het ook ter plaatse opgeslagen om in noodgevallen de reactor uit te schakelen.
In september 2012 beweerde Nye dat creationistische opvattingen een bedreiging vormen voor wetenschapsonderwijs en innovatie in de Verenigde Staten.
In februari 2014 voerde Nye een debat met creationist Ken Ham in het Creation Museum over de vraag of het concept schepping een houdbaar model is voor de oorsprong van het heelal en de oorsprong van het leven in het huidige moderne en wetenschappelijke tijdperk.
Op 28 februari 2014 was Nye gast en interviewer op het White House Student Film Festival.

### Wetenschappelijk werk

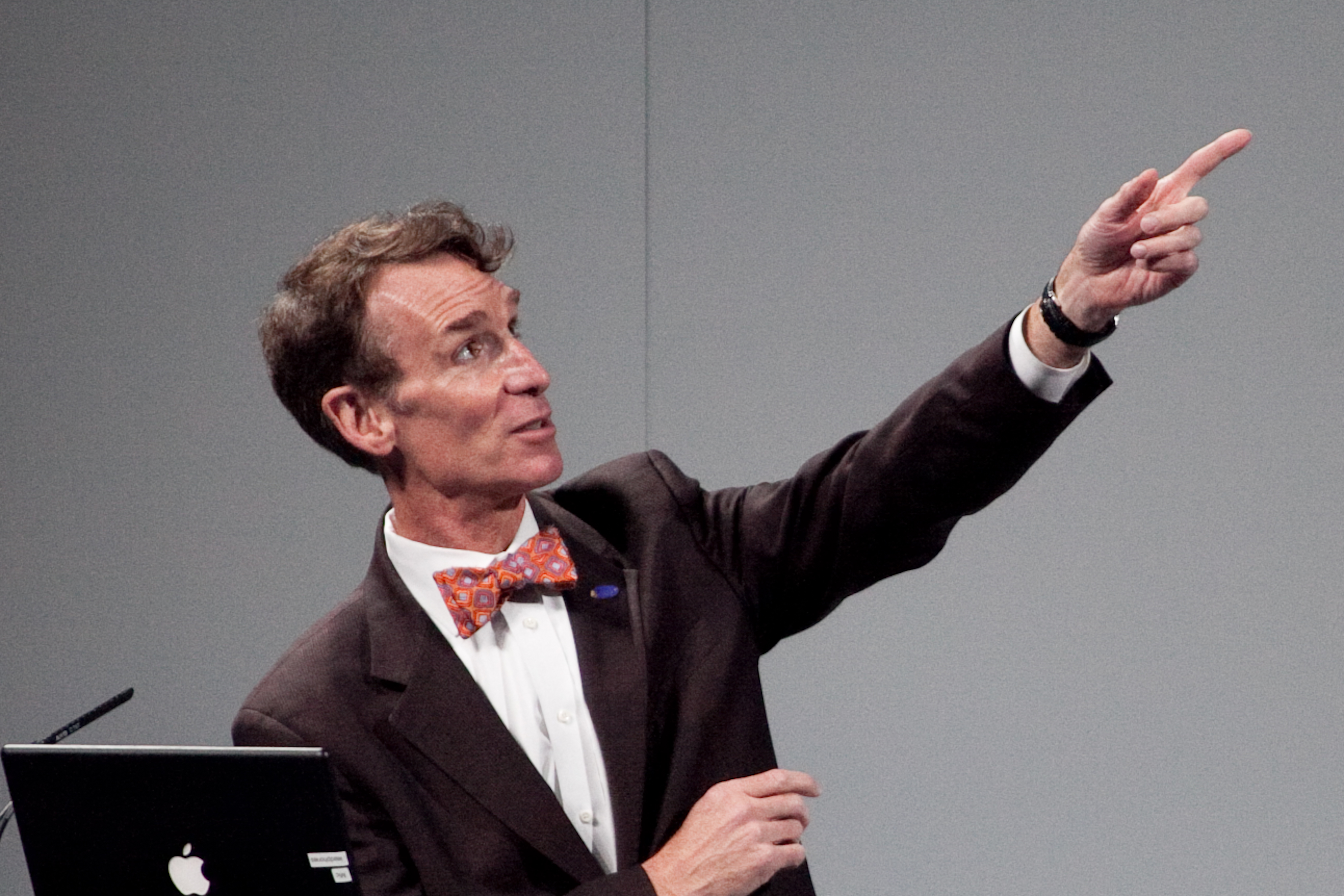
Nye in oktober 2010.

Nye hielp mee aan de ontwikkeling van een kleine zonnewijzer die deel uitmaakte van de Curiosity-missie. Deze MarsDial had kleine gekleurde panelen om kleurkalibratie mogelijk te maken en de tijd bij te houden. Van 2005 tot 2010 was Nye vicepresident van The Planetary Society, een organisatie die pleit voor ruimteonderzoek en de verkenning van andere planeten, voornamelijk van Mars. In september 2010 werd hij directeur van de organisatie toen Louis Friedman aftrad.
In november 2010 werd Nye het gezicht van een nieuwe permanente tentoonstelling in het Chabot Space & Science Center in Oakland, Californië. In het klimaatlab is Nye commandant van het Clean Energy Space Station, waar hij bezoekers uitnodigt deel te nemen aan een dringende missie om klimaatverandering tegen te gaan. Het begint met een blik op de Aarde vanuit de ruimte, waarna de bezoekers onderdelen over lucht, water en land te zien krijgen om zo te ontdekken hoe klimaatverandering invloed uitoefent op Aardse systemen. Daarna leren zij hoe zon, wind en water gebruikt kunnen worden om schone energie op te wekken. In een interview over de tentoonstelling zei Nye "Alles in de tentoonstelling is erop gericht je te laten zien hoe groot het probleem van klimaatverandering is. Het toont veel over energiegebruik... Het is een enorme mogelijkheid... We hebben jonge mensen nodig, ondernemers, jonge uitvinders om de wereld te veranderen.”

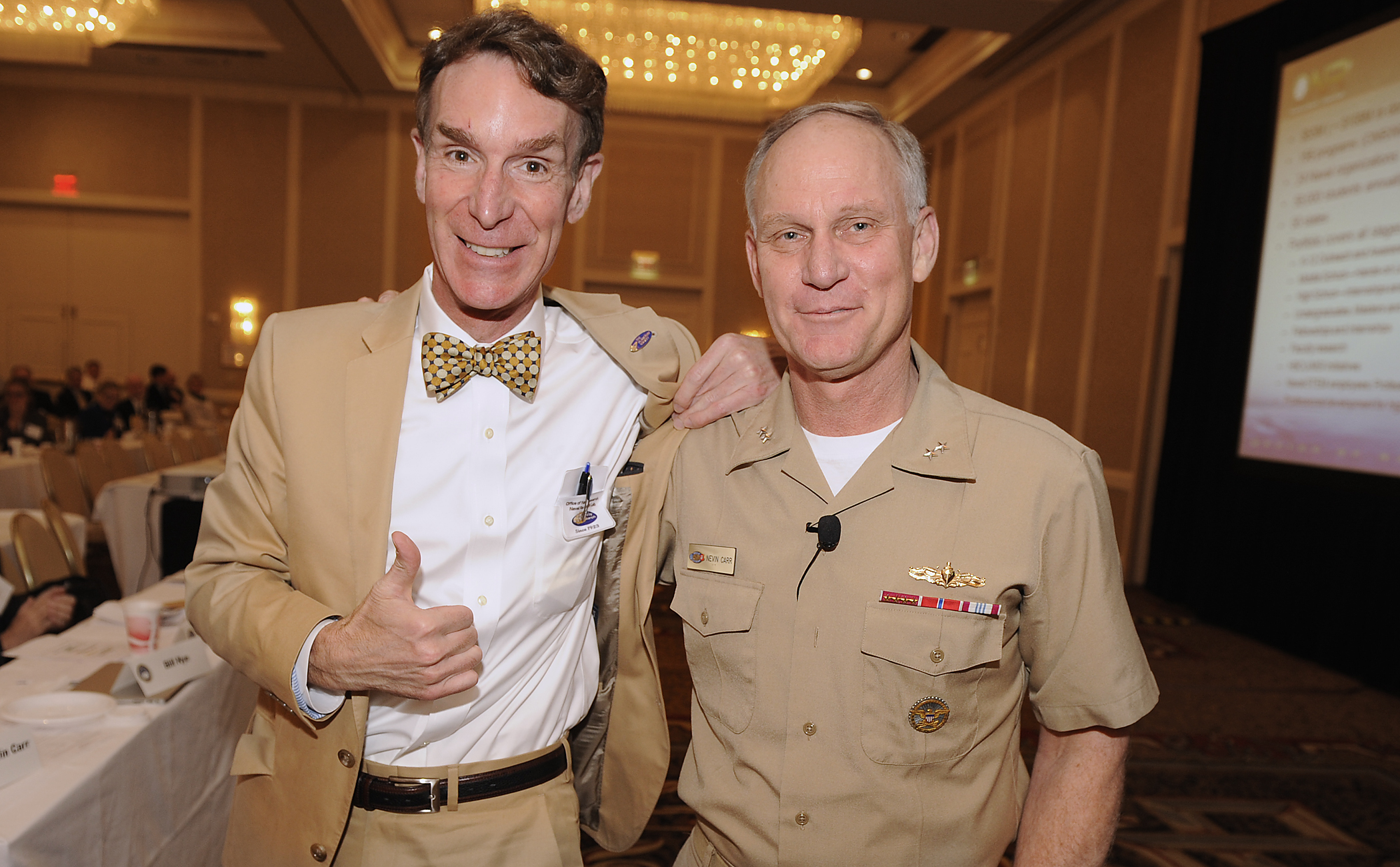
Nye met de Chef Marineonderzoek Nevin Carr na de presentatie tijdens de conferentie Navy Office of General Counsel Spring 2011.

Op 27 augustus 2011 gaf Nye een zonnemiddagklok aan de Cornell-Universiteit voor op Rhodes Hall Aug 27 na een zaalvullende openbare lezing. Nye sprak over zijn vaders passie voor zonnewijzers en tijdsmeting, zijn tijd op Cornell, zijn werk aan de zonnewijzers op de Marsrovers en het verhaal achter de Bill Nye Solar Noon clock.
Bill Nye hield een vraag-en-antwoordsessie na de landing van de Mars Rover in 2012.
Nye is houder van een aantal patenten in de Verenigde Staten, waaronder een voor spitzen en een ander voor een educatief vergrootglas bestaande uit een doorzichtige plastic zak gevuld met water. Van 2001 tot 2006 was Nye professor aan de Cornell-Universiteit. Nye steunde de reclassificatie van Pluto in 2006 van planeet naar dwergplaneet door de International Astronomical Union.
Nye is een fellow van het Committee for Skeptical Inquiry, een Amerikaanse non-profitorganisatie op het gebied van wetenschap en onderwijs, die zich als doel stelt wetenschappelijk en kritisch onderzoek te promoten. Het pleit ook voor het gebruik van rationeel denken bij het bestuderen van controversiële en buitengewone claims. In een interview met John Rael voor de Independent Investigations Group zei Nye dat zijn "huidige zorg... wetenschappelijke ongeletterdheid... jij [het grote publiek] onvoldoende basiskennis van het universum hebt om claims op waarde te schatten." In november 2012 begon Nye een Kickstarterproject voor een educatief aerodynamicaspel, genaamd AERO 3D. Het project werd niet gefinancierd. In 2014 bracht hij een boek uit, getiteld Undeniable: Evolution and the Science of Creation.

### Dancing with the Stars
Nye was deelnemer aan het zeventiende seizoen van de Amerikaanse variant van Dancing with the Stars, waarin hij een duo vormde met nieuwkomer Tyne Stecklein. Ze werden vroeg in het programma uitgeschakeld nadat Nye in de derde week een blessure opliep aan zijn quadricepspees.
| Dans        | Score     | Muziek                                        | Resultaat       |
| ----------- | --------- | --------------------------------------------- | --------------- |
| Cha-cha-cha | 14(5-4-5) | "Weird Science"—Oingo Boingo                  | Geen eliminatie |
| Paso Doble  | 17(6-5-6) | "Symfonie nr. 5"—Ludwig van Beethoven         | Veilig          |
| Jazz        | 16(6-5-5) | "Get Lucky"—Daft Punk feat. Pharrell Williams | Geëlimineerd    |

## Privéleven
Sinds 2006 woont Nye in Los Angeles, daarnaast heeft hij een huis op Mercer Island. In juli 2007 gingen Nye en milieuactivist Ed Begley jr. een vriendschappelijke strijd aan, volgens Begley "om te zien wie de laagste koolstofvoetafdruk kon hebben". In een interview uit 2008 grapte Nye dat hij Ed Begley wilde verpletteren in hun milieustrijd. Nye en Begley zijn buren in Los Angeles, waar zij af en toe samen eten bij een plaatselijk vegetarisch restaurant. Nye verschijnt vaak in Begleys realityprogramma Living with Ed op Planet Green. Nye houdt van honkbal en soms doet hij experimenten aangaande de wetenschap achter het spel. Er wordt gezegd dat hij fan is van de Seattle Mariners, omdat hij voorafgaand aan zijn entertainmentcarrière lange tijd in Seattle heeft gewoond. Nye heeft echter zijn voorkeur uitgesproken voor de Washington Nationals, uit zijn huidige woonplaats. Tijdens zijn studie en voor een tijd daarna, in Seattle, speelde hij Ultimate frisbee. In juli 2012 steunde Nye president Barack Obama's herverkiezing.
Nye kondigde zijn verloving aan toen hij te gast was in de The Late Late Show with Craig Ferguson. Op 3 februari 2006, na vijf maanden verloving, trouwde hij met musicus Blair Tindall. De ceremonie werd geleid door Rick Warren tijdens The Entertainment Gathering in het Skirball Cultural Center in Los Angeles. Yo-Yo Ma verzorgde de muziek. Zeven weken later verbrak Nye de relatie toen de huwelijksakte ongeldig werd verklaard. In 2007 kreeg Nye gerechtelijke bescherming tegen Tindall na een incident waarin zij zijn tuin beschadigde met onkruidverdelger. Tindall bekende schuld, maar ontkende dat ze een bedreiging voor hem vormde. In 2012 klaagde Nye Tindall aan om de kosten die hij vanwege het incident gemaakt had op haar te verhalen: Tindall moest betalen. Zij weigerde dit, onder andere omdat ze niet over de financiële middelen zou beschikken.
Nye is een fervent swingdanser en gaat twee tot vier keer per week uit. Nye noemt zichzelf agnost.

## Prijzen en onderscheidingen
In mei 1999 was Nye de spreker op tijdens de promotieplechtigheid aan het Rensselaer Polytechnic Institute en het Goucher College in Towson; bij beide universiteiten werd hij onderscheiden met een eredoctoraat. In mei 2008 kreeg hij een eredoctoraat van de Johns Hopkins University. In mei 2011 ontving hij een eredoctoraat van Willamette University, waar hij optrad als hoofdspreker op de afstudeerceremonie van dat jaar. Vervolgens ontving hij op 20 mei 2013 een eredoctoraat van Lehigh University tijdens de afstudeerceremonie. Nye is onderscheiden met de Humanist van het Jaar-prijs 2010 van de American Humanist Association.